# Asticta lubrosa
Asticta lubrosa là một loài bướm đêm trong họ Erebidae.